# Kavad I
Kavad I, anche noto come Kaveh (in medio persiano 𐭪𐭥𐭠𐭲, trasl. Kawād) e italianizzato in Cavade (473 – 13 settembre 531), fu sovrano dell'impero sasanide dal 488 al 496 e dal 498 o 499 alla sua morte.
Figlio di Peroz I (regnante dal 459 al 484), fu incoronato dai nobili per sostituire il deposto e impopolare zio Balash (r. 484-488).
Consapevole di ereditare un impero in declino, in cui l'autorità e lo status dei sovrani sasanidi erano in gran parte decaduti, Kavad cercò di riorganizzare i suoi domini introducendo molte riforme, la cui attuazione fu completata da suo figlio e successore Cosroe I. La promulgazione delle stesse fu resa possibile dal coinvolgimento del predicatore mazdakita Mazdak, fautore di una rivoluzione sociale che indebolì l'autorità della nobiltà e del clero. Per via di questa politica, unita all'uccisione del potente Sukhra, il quale fu di fatto l'autorità dominante dell'impero sasanide dal 484 al 493, Kavad fu imprigionato nella «prigione dell'Oblio», nel Khūzestān, e lo sostituì al potere suo fratello Jāmāsp. Tuttavia, con l'aiuto di sua sorella e di un ufficiale di nome Seose, Kavad e alcuni dei suoi seguaci fuggirono a est, nelle terre del monarca eftalita, il quale gli concesse un esercito da comandare. Ciò permise a Kavad di ritornare sul trono nel 498 o 499.
Privato di qualsiasi ricchezza durante gli anni in esilio, Kavad intimò all'imperatore bizantino Anastasio I di versare alcuni tributi da lui ritenuti non saldati. In passato, i Bizantini avevano retribuito consapevolmente i Sasanidi perché sorvegliassero il Caucaso contro gli attacchi di tribù nomadi dal nord, ma tale prassi era stata accantonata. Anastasio rifiutò di pagare la somma richiesta, circostanza che spinse Kavad a invadere i suoi domini, scatenando così la guerra di Anastasio. 
Il sovrano sasanide conquistò dapprima Teodosiopoli, poi Martiropoli e infine Amida, assediata per tre mesi. I due imperi giunsero a una pace nel 506, con i Bizantini che accettarono di pagare i sussidi a Kavad per mantenere attive le fortificazioni sul Caucaso in cambio della restituzione di Amida. In questo frangente, Kavad si impegnò in una lunga guerra contro i suoi vecchi alleati, gli Eftaliti; nel 513 riuscì a riconquistare la regione del Khorasan.
Nel 528 scoppiò la guerra iberica tra Costantinopoli e Ctesifonte, a causa del rifiuto della prima di riconoscere Cosroe quale erede di Kavad e dell'irrisolta disputa sul possesso della Lazica. Sebbene le forze di Kavad avessero riportato due gravi sconfitte nella battaglia di Dara e in quella di Satala, l'andamento del conflitto rimase in gran parte equilibrato, con entrambe le fazioni che soffrirono pesanti perdite. Nel 531, mentre l'esercito persiano assediava Martiropoli, Kavad si ammalò e morì. Gli succedette Cosroe I, che ereditò un impero rinvigorito e, in termini di compattezza, potente come quello bizantino.
In virtù della sua capacità di superare con successo le numerose sfide e problematiche che doveva affrontare, Kavad è considerato uno dei sovrani più carismatici e competenti dell'Impero sasanide. Nelle parole dell'iranologo Nikolaus Schindel, era «un genio a tutti gli effetti, anche se del genere un po' machiavellico».

## Nome
Il crescente interesse per le vicende della dinastia dei Kayan spinse i Sasanidi ad adottare dei nomi che facessero riferimento ai membri di quella discendenza; Kavad non sfuggì a tale prassi, in quanto il suo nome derivava dal mitologico re Kaykubad. La traslitterazione in greco è Kabates, reso come Chü-he-to in cinese e Qubādh in arabo.

## Contesto storico

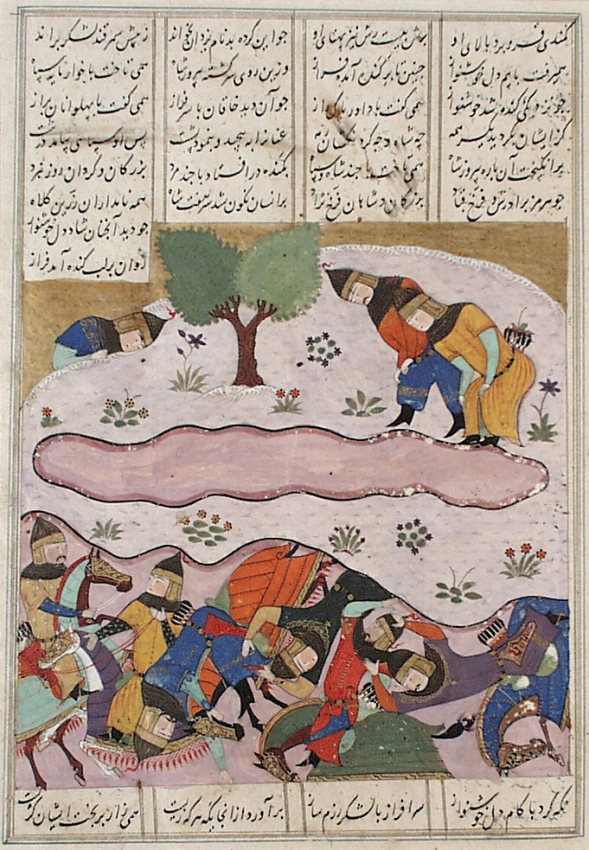
Illustrazione del XV secolo tratta dallo Shāh-Nāmeh della sconfitta e della morte di Peroz I

La dinastia sasanide si affermò in Persia dal 224, anno in cui lo scià Ardashir I (r. 224-242) prevalse sugli Arsacidi e sostituì il suo a quello partico. Sebbene la società dell'odierno Iran fosse fortemente militarizzata e la sua élite si auto-considerasse alla stregua di una «nobiltà guerriera» (arteshtaran), i livelli demografici, la ricchezza e la gestione dell'amministrazione non risultavano paragonabili a quelli dell'impero bizantino. Di conseguenza, gli scià sasanidi potevano reclutare meno combattenti dalla popolazione comune, dipendendo perciò da quello che l'addestrata nobiltà metteva a disposizione. Alcune eccezioni erano costituite dalla guardia del corpo della cavalleria reale, dalle sentinelle dislocate nei vari presidi dell'impero e dai guerrieri reclutati al di fuori della Persia.
La maggior parte dell'alta aristocrazia discendeva da potenti famiglie influenti sin dai tempi dell'Impero partico (conosciute come wuzurgan) che si concentravano sull'altopiano iranico. È corretto affermare che funsero da spina dorsale dell'esercito sasanide e che instaurarono con il sovrano un rapporto di tipo simile al feudalesimo di epoca medievale, preservando al contempo un'ampia autonomia. Gli scià sasanidi avevano invero uno scarso controllo sui wuzurgan; di solito, i tentativi di arginare le proprie prerogative conducevano all'assassinio del sovrano. In estrema sintesi, la nobiltà dei Parti prestò servizio per lo scià sasanide allo scopo di ottenere benefici personali, perché vincolati da un giuramento formale e, in modo verosimile, per una comune consapevolezza del legame "ariano" (iranico) che condividevano con i loro sovrani persiani.
Un'altra componente essenziale dell'esercito era costituita dalla cavalleria armena, reclutata al di fuori dei ranghi dei wuzurgan partici. Tuttavia, la rivolta dell'Armenia nel 451 e la perdita della sua cavalleria aveva indebolito i tentativi dei Sasanidi di preservare il dominio sulle tribù unne (cioè Eftaliti, Kidariti, Chioniti e Unni Alcioni), localizzate presso il confine nord-orientale. Già il nonno di Kavad Yazdgard II (r. 438-457) era stato costretto a interfacciarsi con i Kidariti, ma riuscì a tenervi testa nonostante le campagne militari lo impegnarono per gran parte del suo mandato. Da allora, tuttavia, la supremazia sasanide in Asia centrale iniziò a farsi più sfumata.

## Biografia

### Origini e primi anni
Figlio dello scià sasanide Peroz I (regnante dal 459 al 484), Kavad nacque nel 473. Al momento della sua nascita, l'Impero viveva condizioni difficili; nel 474, alla fine degli anni 470 e all'inizio degli anni 480, Peroz fu sconfitto e catturato due volte dagli Eftaliti. In occasione della sua seconda disfatta, accettò di consegnare trenta muli carichi di dracme d'argento a titolo di riscatto, malgrado potesse pagarne soltanto venti. Incapace di saldare gli altri dieci, mandò Kavad nel 482 come ostaggio alla corte eftalita finché non avesse potuto versare il resto. Alla fine riuscì ad assicurarsi la somma necessaria imponendo una tassa ai suoi sudditi, cosicché il rilascio di Kavad divenne possibile prima che organizzasse la sua terza campagna nel 484. Comunque sia, le ostilità non si placarono e la battaglia decisiva si svolse nei pressi di Herat, la quale si concluse con la sconfitta e con la morte dello stesso Peroz per mano dei guerrieri eftaliti. I sasanidi finirono completamente sbaragliati e il corpo del sovrano non fu mai ritrovato. Anche quattro dei suoi figli e fratelli morirono nel corso della stessa occasione. Le principali città sasanidi della regione orientale del Khorasan e di Nishapur, ovvero Herat e Marw, divennero da allora parte del dominio eftalita.
Sukhra, un membro della nobile discendenza dei Karen, uno dei sette grandi casati dell'Iran, radunò in tutta fretta una nuova armata e impedì agli Eftaliti di riportare ulteriori successi. Il fratello di Peroz, Balash, fu nominato scià con l'approvazione dell'élite persiana, in particolare Sukhra e il generale mehranide Sapore Mihran. Tuttavia, le politiche di Balash non soddisfecero né la nobiltà né il clero, che lo fecero accecare e deporre dopo soli quattro anni, nel 488. Sukhra, che aveva giocato un ruolo chiave nella deposizione di Balash e che secondo lo storico Miskawayh (morto nel 1030) era lo zio materno di Kavad, nominò suo nipote nuovo scià dell'Iran.

### Primo regno

#### Ascesa e condizioni dell'impero

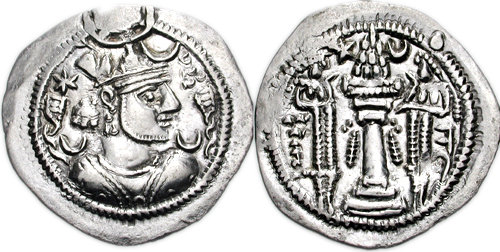
Dracma emessa da Kavad durante il suo primo mandato coniata a Hormizd-Ardashir

Kavad salì al trono nel 488 quando era quindicenne. La sua giovane età si intuisce se si analizzano le sue monete, che lo mostrano con baffi corti. Egli ereditò un impero che continuava a soffrire di numerosi problemi, alcuni dei quali si pensava fossero insormontabili. In primis, la nobiltà e il clero esercitavano un'innegabile influenza e ingerenza sulla politica statale, con la nomina e la destituzione di nuovi sovrani che avveniva per loro iniziativa, come dimostra il caso della deposizione di Balash. A livello economico, l'Impero sasanide stava soffrendo in maniera acuta le continue guerre che avevano dissanguato l'erario, ma la motivazione della crisi va ricercata anche nei periodi di siccità e nelle frequenti carestie. Lo Stato eftalita aveva inoltre non solo sottomesso molte delle province orientali sasanidi, ma aveva altresì costretto i suoi rivali a pagare ingenti somme a titolo di tributo, accentuando la fragilità della situazione finanziaria delle casse dello scià. Frattanto, erano scoppiate insurrezioni nelle province occidentali, compresa l'Armenia e l'Iberia. Allo stesso tempo, la classe contadina del paese si sentiva sempre più a disagio e schiacciata dalle prerogative concesse esclusivamente alle élites.

#### Lotta di potere con Sukhra

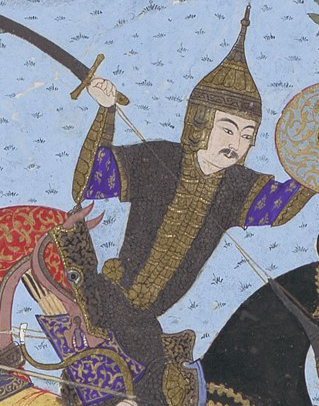
Ritratto di Sukhra del 1522 circa

Il giovane e inesperto Kavad fu guidato da Sukhra durante i suoi primi cinque anni come scià. Durante questa fase, Kavad funse praticamente da sovrano de iure, mentre de facto era Sukhra ad amministrare l'impero. Questo dualismo è sottolineato da Ṭabarī, il quale afferma che Sukhra «era incaricato del governo del regno e della gestione delle questioni politiche [...] [Il] popolo si rivolgeva a Sukhra e curava con lui ogni rapporto, trattando Kavad come una persona priva di importanza e ascoltando i suoi ordini con riluttanza». Furono numerosi gli aristocratici e le province che preferirono rendere omaggio a Sukhra anziché a Kavad. Inoltre, il nobile controllava sotto la propria ala sia il tesoro reale sia l'esercito persiano. Nel 493, Kavad raggiunse la maggiore età e, desideroso di porre fine al dominio del rivale, lo fece esiliare nella sua città natale Shiraz, nell'Iran sudoccidentale. Malgrado l'esilio, Sukhra controllava comunque ogni cosa, pur senza indossare la corona regale. Infine, non nascondeva il fatto che soltanto per sua volontà Kavad aveva potuto sedersi sul trono.
Allarmato dal pensiero che Sukhra potesse ribellarsi, Kavad intuì che occorresse estrometterlo del tutto dagli affari di Stato. Tuttavia, si trattava di un'operazione decisamente non semplice, se si tiene presente che l'esercito obbediva a Sukhra e che i sasanidi facevano affidamento principalmente sulle armate delle sette grandi casate partiche, ovvero quelle allestite dai nobili. Kavad intuì che la soluzione passasse per Sapore di Ray, un potente nobile del casato di Mēhran e un convinto oppositore di Sukhra. Sapore, a capo di un proprio esercito formato da uomini a lui fedeli e nobili scontenti, marciò alla volta di Shiraz su richiesta del sovrano sasanide, sconfisse le forze di Sukhra e lo imprigionò nella capitale Ctesifonte. Nonostante le privazioni che gli furono imposte, Sukhra fu ritenuto un avversario troppo potente da gestire e, per questo, si decise di giustiziarlo. Ciò provocò il malcontento di alcuni membri di spicco della nobiltà, che si dimostrarono meno propensi ad accettare l'autorità di Kavad. Al contempo, si verificò una perdita temporanea del peso politico del casato di Karen, i cui membri furono relegati nelle regioni del Tabaristan e dello Zabulistan, due aree molto lontane dalla corte sasanide di Ctesifonte.

#### Il movimento mazdakita e la deposizione di Kavad I
Non molto tempo dopo l'esecuzione di Sukhra, un sacerdote zoroastriano di nome Mazdak attirò l'attenzione di Kavad. Questi era il principale rappresentante di un movimento religioso e filosofico chiamato mazdakismo. Il pensiero non si sviluppava soltanto in insegnamenti teologici, ma affermava anche che fossero opportuni dei cambiamenti da realizzare tramite riforme politiche e sociali che avrebbero avuto un impatto sulla nobiltà e sul clero. Il movimento madzakita si dichiarava contrario alla violenza e chiedeva la condivisione di ricchezza, donne e proprietà, tanto che non a caso vari storici hanno considerato tale dottrina alla stregua di una sorta di forma arcaica di comunismo. Secondo gli studiosi moderni Touraj Daryaee e Matthew Canepa, l'ipotesi di condividere le donne era molto probabilmente una voluta esagerazione compiuta da Madzak e un proclama finalizzato a sottolineare la necessità di allentare le stringenti regole alla base del matrimonio per aiutare le classi inferiori. Le potenti dinastie secolari intravedevano in questo concetto un ideale che avrebbe minato il proprio lignaggio e i propri diritti, che molto probabilmente era proprio l'obiettivo perseguito dal sacerdote. Kavad sfruttò la dottrina di Mazdak come uno strumento politico finalizzato a frenare il potere della nobiltà e del clero. Nello specifico, il raccolto dei granai reali e alcuni possedimenti furono concessi e destinati ai ceti meno abbienti.
La storicità della figura di Mazdak è stata messa in dubbio, in quanto potrebbe trattarsi di un'invenzione finalizzata a discolpare Kavad. Gli storici medievali dell'epoca, tra cui Procopio di Cesarea e Giosuè lo Stilita non compiono alcun riferimento al sacerdote, lasciando intendere che fu Kavad il fautore delle politiche sopra esposte. La menzione di Mazdak emerge soltanto in documenti zoroastriani successivi redatti in medio-persiano, tra cui il Bundahishn, il Denkard e lo Zand-i Wahman yasn. Anche le fonti successive risalenti alla parentesi islamica, in particolare il lavoro di Ṭabarī, citano Mazdak. Gli scritti più recenti furono forse intaccati dal folklore orale iranico, dato che la colpa attribuita a Mazdak per la ridistribuzione delle proprietà aristocratiche al popolo è uno stereotipo ricorrente. Altri personaggi che godono di cattiva fama e che risultano di fatto dei capri espiatori nella storia dell'Iran, vale a dire Gaumata nelle iscrizioni di Bisotun del sovrano achemenide Dario il Grande (r. 522-486 a.C.) e Wahnam nell'iscrizione di Paikuli dello scià sasanide Narsete (r. 293-302), sono spesso accusati di aver compiuto simili misfatti. A prescindere dalla figura principale dietro a questo movimento, la nobiltà scelse di deporre Kavad nel 496, sostituendolo con suo fratello Jamasp, ritenuto più malleabile. Uno degli altri motivi sottesi alla deposizione di Kavad potrebbe senza dubbio aver riguardato l'ordine di eliminare di Sukhra. Nel frattempo, alcune regioni dell'impero furono travolte da intensi tumulti, in particolare la Mesopotamia.

### Prigionia, fuga e ritorno

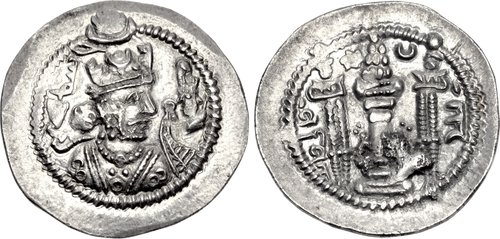
Dracma di Jamasp (r. 496-498/499)

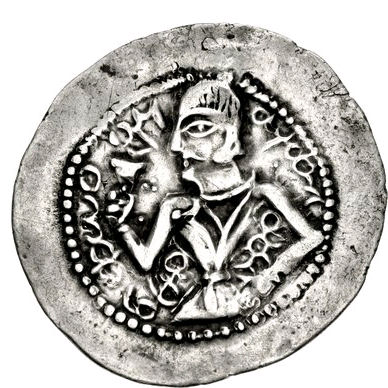
Dracma di un sovrano eftalita

Dopo la destituzione del monarca, ebbe presto luogo una riunione dei nobili finalizzata a decidere quale destino riservare a Kavad. Gushnaspdad, un membro di un'importante famiglia di latifondisti (i Kanarangiyan) suggerì di giustiziare Kavad. La sua proposta non trovò però i sostenitori necessari e Kavad finì invece recluso in quella che Procopio chiama «prigione dell'oblio», situata nel Khuzestan. Secondo il racconto di Procopio, la moglie di Kavad entrò in stretto contatto con il comandante della prigione, giungendo a un accordo in virtù del quale le avrebbe permesso di vedere Kavad ogni volta che volesse in cambio di rapporti sessuali. Un notabile persiano e amico di Kavad di nome Seose (Siyawush in fonti persiane), «il quale stava costantemente nei pressi della prigione aspettando che si presentasse il momento opportuno per poterlo fare uscire», pianificò la fuga del recluso posizionando alcuni cavalli nei pressi del luogo in cui il sovrano era detenuto. Kavad scambiò i suoi abiti con la moglie per travestirsi da donna, scappò dalla prigione e fuggì assieme a Seose.
Il resoconto fornito da Ṭabarī sull'episodio è invece diverso: egli riferisce che la sorella di Kavad lo aiutò a scappare avvolgendolo in un tappeto e facendo credere alla guardia che fosse intriso del suo sangue mestruale. La guardia non si oppose né indagò sul tappeto, «temendo di insozzarsi». Uno degli autori della The Prosopography of the Later Roman Empire (Prosopografia del tardo impero romano), John Robert Martindale, ipotizza che potrebbe esservi effettivamente stato lo zampino di Sambice, la sorella-moglie di Kavad, che era la madre del suo figlio maggiore, Caose. A prescindere da quale sia la verità, Kavad riuscì a sfuggire alla prigione e a recarsi alla corte del re eftalita, dove chiese asilo. Stando a quanto riferito da Ṭabarī, durante la sua fuga Kavad incontrò una contadina di Nishapur, tale Niwandukht, con cui giacque e che rimase incinta di suo figlio, il futuro Cosroe I. Tuttavia, la storia è stata liquidata alla stregua di una «favola» dall'iranologo Ehsan Yarshater. La madre di Cosroe era in realtà una nobildonna del casato di Ispahbudhan, una delle sette grandi discendenze dell'Iran. Alla corte eftalita, Kavad si assicurò il sostegno del re e sposò anche sua figlia (che era la nipote di Kavad).
Durante la sua permanenza alla corte straniera, potrebbe aver assistito all'ascesa degli Eftaliti a scapito dei loro precedenti suzerain, i Kidariti. L'attuale distretto del Qobadian (la versione arabizzata di Kavadian), vicino a Balkh, che allora era sotto il dominio eftalita, fu forse fondato da Kavad e servì come fonte di reddito personale. Nel 498 (o 499), Kavad fece ritorno in Persia alla testa di un esercito eftalita. Quando attraversò i domini della famiglia Kanarangiyan nel Khorasan, fu accolto da Adergudunbade, un membro della famiglia che si dimostrò propensò ad aiutarlo. Un altro nobile che sostenne Kavad fu Zarmihr Karen, figlio di Sukhra.
Jamasp, la nobiltà e il clero non opposero resistenza perché volevano prevenire il rischio di un'altra guerra civile. Le controparti giunsero a un accordo ai sensi del quale Kavad sarebbe ritornato scià a patto che non avrebbe arrecato danno a Jamasp o all'élite. Benché Jamasp fu risparmiato, anche se probabilmente finì accecato, Gushnaspdad e altri nobili che avevano complottato contro Kavad furono giustiziati. In generale, tuttavia, Kavad si assicurò la sua posizione ricorrendo alla clemenza. Adergudunbade ricevette la nomina come nuovo capo del Kanarangiyan, mentre Seose fu elevato al rango di generale supremo dell'esercito sasanide (arteshtaran-salar). Un altro dei figli di Sukhra, Bozorgmehr, fu nominato ministro di Kavad (wuzurg framadār). La rivendicazione del suo trono da parte di Kavad fa trasparire le difficili circostanze dell'impero, dove in una fase di anarchia un piccolo contingente riuscì a sopraffare l'alleanza composta da nobili e chierici.

### Secondo regno

#### Riforme
Tornato al potere, Kavad si distinse per la sua natura di energico riformista, venendo agevolato dalle fragilità che stavano vivendo la nobiltà e il clero dopo la diffusione del mazdakismo. Benché esse non furono completate durante il suo mandato, la stagione innovatrice proseguì sotto suo figlio, Cosroe I. I seri colpi inflitti dagli Eftaliti ai Sasanidi nell'ultimo quarto del V secolo stimolarono ulteriormente i sovrani ad adottare i provvedimenti necessari per arrestare la crisi. Nello specifico, le principali riforme riguardarono l'ambito fiscale, la creazione di una tassa elettorale e una revisione della tassazione dei terreni per garantire dazi più equi. Per agevolare la difesa dei confini, si istituirono regioni di frontiera («kust» in medio persiano), ognuna delle quali amministrata da un comandante militare (spahbed) responsabile di ogni distretto; fu aggiunta inoltre una cancelleria per mantenere i soldati equipaggiati. Prima delle riforme di Kavad e Cosroe, la figura del generale persiano (Eran-spahbed) si occupava dell'esercito dell'intero impero, un compito che risultava difficile considerata la grandezza del territorio sasanide. Molti dei comandanti militari erano di estrazione partica (wuzurgan), a testimonianza del fatto che la loro autorità non fu intaccata, nonostante gli sforzi in senso contrario di Kavad e Cosroe. Fu creato inoltre un nuovo ufficio sacerdotale noto come «avvocato e giudice dei poveri» (driyōšān jādag-gōw ud dādwar), il quale favorì il clero nelle sue politiche di assistenza verso i poveri e gli emarginati (un obbligo che forse veniva ignorato in precedenza).
Il peso politico dei dehqan, il ceto formato da piccoli proprietari terrieri, aumentò notevolmente e forse si affermò in maniera stabile proprio in quella fase storica. Un gruppo di questi dehqan fu arruolato in un reparto della cavalleria direttamente sottoposti all'autorità dello scià e godeva di un proprio stipendio. Una simile scelta fu giustificata dalla necessità di diminuire la dipendenza dalla cavalleria dei Parti. I soldati furono arruolati anche dagli alleati dell'Impero sasanide, come ad esempio gli Eftaliti, gli Arabi e i Dailamiti. Nel medio e lungo termine, l'esercito sasanide beneficiò di queste riforme e, nei decenni successivi, riuscì ad ottenere dei risultati particolarmente graditi alla corte di Ctesifonte: si pensi al saccheggio della città bizantina di Antiochia nel 540, alla conquista dello Yemen negli anni 570 e alla spartizione dei territori eftaliti dopo la vittoria riportata nella prima guerra persiano-turca sotto il comandante militare partico Bahram Chobin alla fine degli anni 580.
Malgrado le riforme ebbero di certo un impatto positivo, è verosimile che abbiano comportato come effetto collaterale il declino dei tradizionali legami tra l'aristocrazia e la corona sotto Ormisda IV (r. 579-590) e Cosroe II (r. 590-628). Si può ipotizzare che molti membri appartenenti al ceto dei wuzurgan, in particolare Bahram Chobin del casato di Mehrān e in seguito Shahvaraz, appartenente alla stessa famiglia, si rivelarono abbastanza audaci da contestare la legittimità della dinastia sasanide e rivendicare per sé il trono.

#### Persecuzione di Mazdak e dei suoi seguaci
Una volte promulgate le sue riforme negli anni 520, Kavad non necessitava più del proselitismo di Mazdak, ragion per cui smise ufficialmente di supportare i suoi seguaci. A tal fine, il sovrano convocò una sorta di concilio durante il quale non solo il clero zoroastriano, ma anche esponenti cristiani ed ebrei condannarono ufficialmente Mazdak e chi lo idolatrava. Secondo lo Shāh-Nāmeh («Il libro dei re»), scritto diversi secoli dopo dal poeta persiano medievale Firdusi, Kavad fece inviare Mazdak e i suoi principali collaboratori da Cosroe. Questi ultimi furono uccisi in un frutteto recintato, sepolti a testa in giù con i soli piedi visibili. Cosroe convocò quindi Mazdak a guardare il suo giardino, dicendo: «Lì troverai alberi che nessuno ha mai visto e di cui nessuno ha mai sentito parlare, nemmeno dalla bocca degli antichi saggi». Mazdak, vedendo i cadaveri dei suoi seguaci, urlò a squarciagola e svenne. In seguito, fu giustiziato da Cosroe, che lo costrinse a stare con i piedi su una forca per non morire impiccato subito mentre i suoi uomini, sotto la minaccia del re, gli scagliavano frecce. L'attendibilità della storia è incerta; Firdusi si basò sui resoconti di eventi molto antichi per scrivere lo Shāh-Nāmeh più o meno nell'anno 1000, ragion per cui potrebbe trattarsi di una qualche leggenda o racconto tramandato oralmente ai tempi in cui visse l'autore.

#### Progetti di costruzione

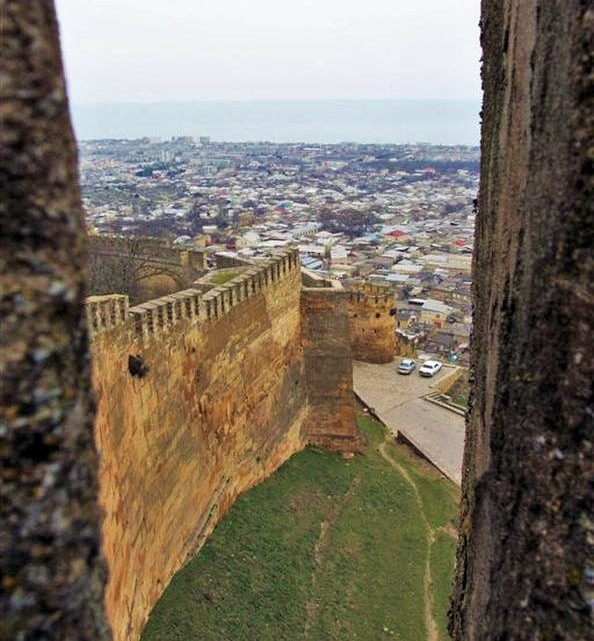
Le mura di Derbent

Kavad supervisionò la costruzione o la ricostruzione di vari insediamenti; si suppone che fu nell'ordine il padre fondatore di Eran-asan-kerd-Kawad, in Media, di Fahraj in Spahan e di Weh-Kawad, Eran-win(n)ard-Kawad, Kawad-khwarrah e Arrajan, in Pars. Dopo aver ricostruito Kirmanshah in Media, la sfruttò come una delle sue residenze in cui si recava durante l'anno. Si ipotizza che fondò altresì un grande quartiere a Meybod battezzato con il nome di Haft-adhar («sette fuochi»), poiché vi fu edificato un tempio del Fuoco zoroastriano. Le fiamme che furono accese giunsero da altre torce situate in sette diversi templi situati nel Pars, a Balkh, nell'Adurbadagan, a Nisa, a Spahan, a Ghazni e a Ctesifonte.
Nel Caucaso, Kavad comandò la realizzazione di nuove fortificazioni a Derbent e ad Apzut Kawat (in medio persiano: *Abzūd Kawād, «Kavad cresce [in gloria]» o «prospera»). L'importante capitale dell'Albania caucasica, P'artaw, fu ricostruita durante il regno di Peroz I e ribattezzata Perozabad («la città di Peroz»), andando fortificata da Kavad e rinominata Perozkavad («vittoriosa Kavad»). L'antica capitale albanese di Kabala, una vasta area urbana che comprendeva la diocesi di uno dei vescovi locali, fu anch'essa irrobustita da Kavad. Fondò la città di Baylakan, che dalla maggior parte dei ricercatori viene identificata con le rovine di Oren-kala. Nel complesso, questa fitta e complessa rete di fortificazioni trasformò l'Albania caucasica in un potente presidio in mano sasanide a Occidente.

#### Il commercio indiano
I Sasanidi esercitarono una notevole influenza sul commercio nella regione sotto Kavad. Sfruttando i porti strategici siti sul Golfo Persico, essi riuscirono a impedire che i commercianti bizantini potessero affermarsi in maniera prepotente in India. Tale obiettivo risultò possibile sia tramite la negoziazione con vari venditori collocati nel subcontinente indiano, stanziati tanto dall'impero Gupta nel nord dell'India tanto nell'Anuradhapura in Sri Lanka a sud, sia tramite l'attacco diretto delle imbarcazioni bizantine. I mercanti iranici furono altresì in grado di sequestrare le navi indiane ben prima che potessero entrare in contatto con i commercianti bizantini. Tali vantaggi resero possibile realizzare un asse commerciale stabile che collegasse esclusivamente il mondo persiano con quello indiano senza che altri concorrenti potessero giungere da ovest.

#### Guerra di Anastasio

Mappa della frontiera bizantino-sasanide durante il regno di Kavad I

Ctesifonte e Costantinopoli avevano convissuto in maniera pacifica sin da una fugace guerra scoppiata nel 440. L'ultimo grande conflitto tra i due imperi era avvenuto durante il regno di Sapore II (r. 309-379). Le ostilità ripresero nuovamente nel 502, poiché dopo essersi lasciato alle spalle il biennio o triennio in cui era stato esautorato, da cui ne era uscito praticamente senza finanze, Kavad pretese il pagamento di alcuni tributi dall'impero bizantino che quest'ultimo in passato pagava consapevolmente ai persiani al fine di incentivarli a difendere il Caucaso dagli attacchi di eventuali tribù nomadi del nord. Anziché ritenere tale spesa compiuta dai romei di carattere eccezionale, i sasanidi si convinsero che il denaro non più versato da Costantinopoli equivaleva a un debito non saldato. Nonostante gli fosse stato intimato di pagare, l'imperatore Anastasio I (r. 491-518) rifiutò di farlo, evento che spinse Kavad a tentare di ottenere il denaro con la forza. Nel 502, Kavad invase l'Armenia occidentale con un contingente che includeva soldati eftaliti. Una volta giunto alle porte di Teodosiopoli, forse agevolato dal supporto degli abitanti del posto, trovò una città scarsamente difesa e poco fortificata.
In seguito si fece strada attraverso l'Armenia sudoccidentale, stando a quanto riferito da Procopio senza incontrare alcuna resistenza, e affidò al governatore locale l'amministrazione dell'area. Attraversato a quel punto il Tauro armeno, raggiunse Martiropoli, dove il governatore locale Teodoro depose le armi evitando ogni combattimento e concesse a Kavad due anni di tasse raccolte dalla provincia di Sofene. Per questo motivo, Kavad lasciò che Teodoro preservasse la sua posizione di governatore della città. Kavad si diresse dunque ad Amida, cingendola d'assedio durante l'autunno e l'inverno del 502-503. L'operazione si rivelò un'impresa assai più ardua del previsto; le sentinelle, sebbene non supportate da truppe esterne, respinsero gli assalti nemici per tre mesi prima di arrendersi in modo definitivo.
Il sovrano sasanide fece deportare i suoi abitanti in una città della Persia meridionale da lui battezzata «Amida migliore di Kavad» (Weh-az-Amid-Kawad). Nella città appena espugnata lasciò una guarnigione che includeva il suo generale Glon, due marzban (una sorta di marchesi) e 3.000 soldati. Le truppe bizantine fallirono nel tentativo di riconquistare la città perduta. Inorgoglito dalla difesa compiuta dai suoi uomini, Kavad tentò a quel punto di catturare Edessa, in Osroene, ma invano. L'invasione dell'Armenia da parte degli Unni provenienti dal Caucaso portò, nel 505, a un armistizio; i romei pagarono sussidi ai persiani per il mantenimento delle fortificazioni sul Caucaso, riottenendo in cambio Amida. Il trattato di pace fu firmato dall'aristocratico del casato di Ispahbudhan Bavi, il cognato di Kavad. Anche se la prima guerra di Kavad con Costantinopoli non si concluse con un chiaro vincitore, la conquista di Amida si rivelò il più grande risultato raggiunto da una forza sasanide sin dal 359, quando lo stesso insediamento era stato catturato dopo una complicata battaglia da Sapore II.

#### Rapporti con il cristianesimo

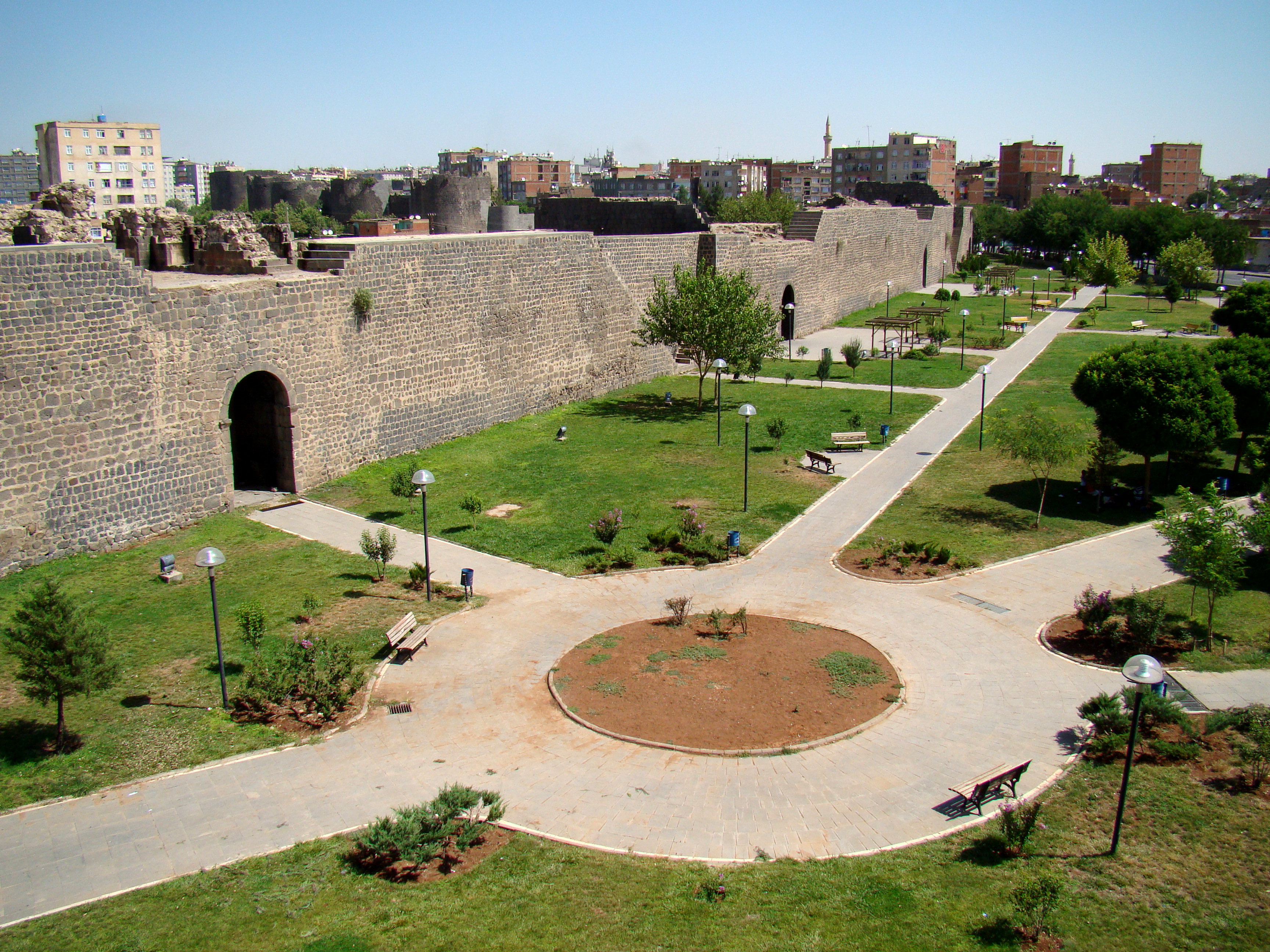
Le mura di Amida, oggi in Turchia

Il rapporto di Kavad con i suoi sudditi cristiani non appare del tutto limpido. Nell'Iberia di fede cristiana, dove i sasanidi avevano in precedenza cercato di diffondere lo zoroastrismo, Kavad si propose come un sostenitore dello zoroastrismo ortodosso. In Armenia, invece, risolse le controversie con i cristiani e pare non mutò l'approccio pacifico adottato da Balash. I seguaci di Cristo situati in Mesopotamia e in Persia continuarono a praticare la propria religione senza subire alcuna minaccia, eccezion fatta per una breve campagna persecutoria messa in atto nel 512/513 circa. Come Jamasp, anche Kavad sostenne il patriarca della Chiesa d'Oriente, Babai e i cristiani prestarono pure servizio nelle alte cariche della corte sasanide. A giudizio di Eberhard Sauer, i monarchi sasanidi si opponevano alle fedi diverse dallo zoroastrismo soltanto quando lo imponevano interessi politici.
Secondo la Cronaca di Seert e lo storico Mari ibn Sulayman, poco prima del 496 Kavad ordinò a tutte le comunità religiose dell'impero di presentare descrizioni scritte relative alle proprie credenze. Per soddisfare la richiesta, il patriarca Acacio incaricò Elishaʿ bar Quzbaye, interprete della scuola di Nisibi, di raccontare della Chiesa d'Oriente. Il suo lavoro fu poi tradotto dal siriaco al persiano prima di essere presentato a Kavad. Sfortunatamente, nonostante la sua ampia importanza anche in campo letterario, tale lavoro è andato perduto e gli studiosi non hanno potuto mai esaminarlo.
Il regno di Kavad segnò una nuova svolta nelle relazioni dell'autorità sasanide con il credo in esame; prima del suo regno, Gesù veniva esclusivamente giudicato come protettore dei bizantini. La situazione cambiò poiché, secondo un racconto apocrifo riferito dalla Cronaca di Pseudo–Zaccaria di Mitilene e scritto da un monaco siriaco ad Amida nel 569, Kavad ebbe una visione di Gesù mentre assediava Amida, evento che lo incoraggiò a non perdere la risolutezza necessaria per realizzare il suo obiettivo. Gesù garantì al sovrano che Amida sarebbe caduta nel giro di tre giorni, cosa che accadde. Le forze di Kavad misero in atto vari saccheggi in città, facendo proprio molto bottino. La chiesa locale fu tuttavia risparmiata a causa come segno di riconoscimento mostrato da Kavad a Gesù. Secondo Procopio di Cesarea, invece, l'eccidio degli abitanti fu fermato soltanto quando un monaco disse al sovrano che era stato Dio a consentirgli la vittoria per il valore dimostrato dal sasanide, ragion per cui, lusingato da quell'affermazione, ordinò alle truppe di non massacrare più nessuno.
Si è pensato addirittura che Kavad avesse venerato un'iconografia di Gesù. Secondo lo storico moderno Richard Payne, se non si vuole ricondurre i sasanidi al cristianesimo, va quantomeno ammesso che essi dimostravano grande ammirazione e rispetto per Gesù e i santi cristiani.

#### Guerre nell'est

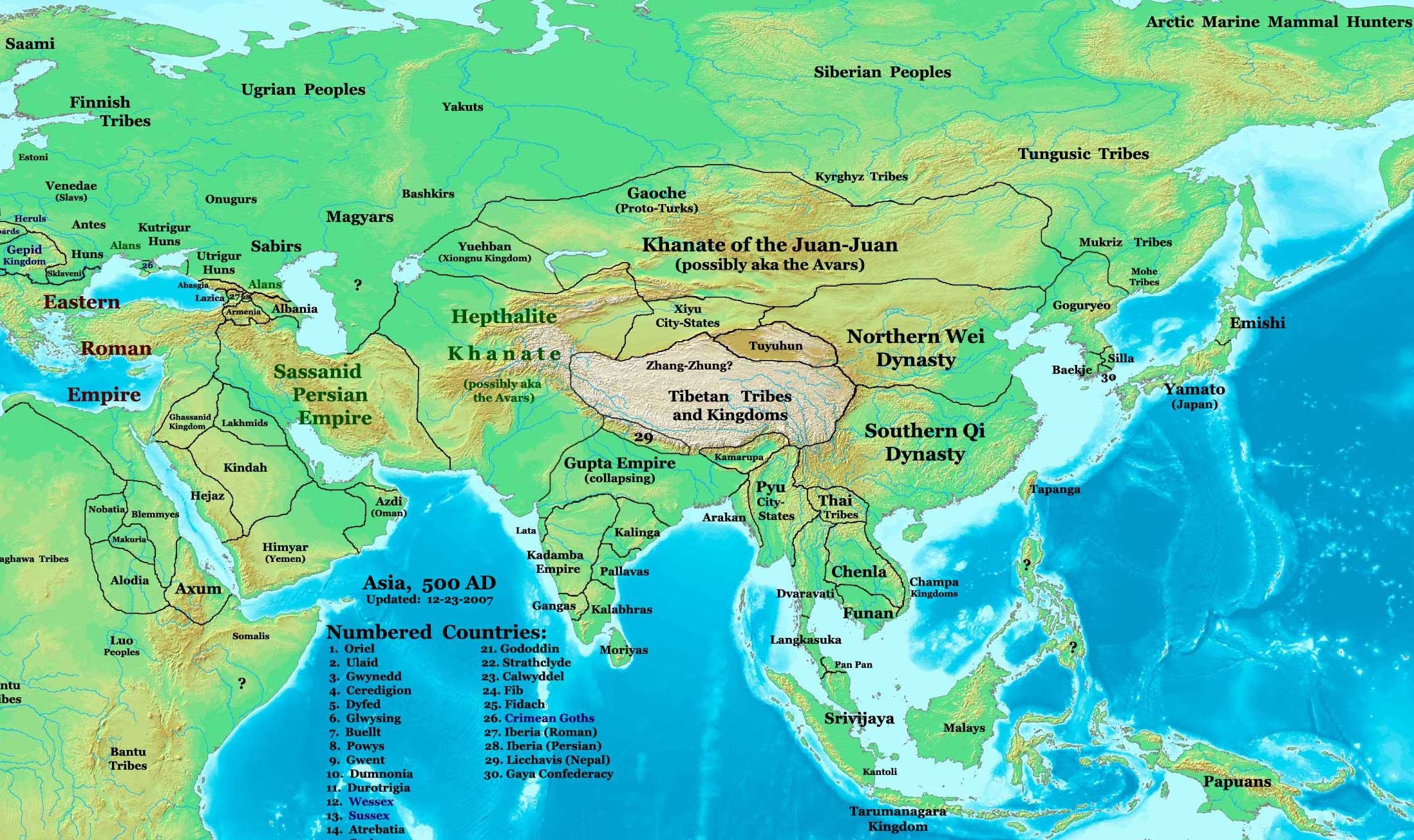
L'Asia nell'anno 500 circa

Non si conoscono molte informazioni sui conflitti di Kavad combattuti nell'est. Secondo Procopio, il monarca fu costretto a partire per la frontiera orientale nel 503 per affrontare un attacco di «Unni ostili», uno dei tanti scontri compresi in una guerra che il greco definisce lunga («[essendo] proprio al limite del territorio dei Persiani, perciò sono spesso in guerra con loro per questioni di frontiera»). Dopo il disastro sasanide nel 484, tutto il Khorasan passò in mano agli Eftaliti; non è stata scoperta alcuna moneta sasanide coniata nell'area (Nishapur, Herat, Marw) e riconducibile al suo primo regno. L'aumento del numero di denari emessi nell'Ircania (Gorgan) che allora risultava la regione sasanide più settentrionale) durante la sua prima parentesi al potere potrebbe lasciar immaginare il pagamento di un tributo annuale dovuto agli Eftaliti. Durante il suo secondo mandato, il ventò cambio; una campagna sasanide condotta nel 508 terminò con la conquista dello Zundaber (Zumdaber) Castellum, associato al tempio di az-Zunin nell'area di ad-Dawar, tra Boost e Kandahar. A Marw è stata trovata una moneta sasanide risalente al 512/513. Ciò indica che i sasanidi guidati da Kavad erano riusciti a riconquistare Khorasan dopo aver surclassato con successo le truppe eftalite.

#### Trattative con i bizantini sull'adozione di Cosroe
Intorno al 520, al fine di assicurare una successione pacifica per il suo ultimogenito Cosroe, la cui sicurezza era minacciata dai fratelli rivali e dai mazdakiti sopravvissuti allo sterminio, oltre che per distendere i suoi rapporti con l'imperatore bizantino Giustino I, Kavad gli propose di adottare il giovane. Questa proposta fu accolta inizialmente con entusiasmo dall'imperatore bizantino e da suo nipote, Giustiniano. Tuttavia, il questore di Giustiniano, Proclo, si oppose a tale scenario, in quanto paventava il rischio che Cosroe potesse tentare di impossessarsi del trono di Costantinopoli. I bizantini effettuarono una controproposta finalizzata ad adottare Cosroe non come romano ma come barbaro. Alla fine, i negoziati si conclusero con un nulla di fatto. Stando a quanto riferito dalle fonti, Cosroe si sentì insultato dalla presa di posizione romea e il suo atteggiamento nei loro confronti si deteriorò.
Mebode, che con Seose aveva agito in veste di diplomatico nei negoziati in rappresentanza di Ctesifonte, accusò il secondo di averli sabotati di proposito. «Molte altre accuse mossero a Seose i suoi avversari», tra cui la sua venerazione di nuove divinità e l'aver fatto seppellire sotto terra Ela moglie morta, una violazione della legge persiana. Seose era molto probabilmente un mazdakita, la setta religiosa inizialmente appoggiata da Kavad e poi aspramente perseguitata. Sebbene Seose fosse un caro amico di Kavad e lo avesse aiutato a sfuggire alla prigione, Kavad non cercò di impedire la sua esecuzione. Apparentemente il suo scopo era limitare l'immensa autorità di Seose come generale supremo dell'esercito sasanide, un incarico che non piaceva agli altri nobili e che non fu mai più ripristinato dopo la sua esecuzione. Nonostante il fallimento dei negoziati, fu solo nel 530 che scoppiò una guerra su vasta scala sulla principale frontiera occidentale. Negli anni successivi, le due controparti preferirono compiere battaglie ingaggiando dei mercenari o istigando degli alleati, come nel caso dei sostenitori arabi nel sud e di quelli unni nel nord.

#### Guerra iberica

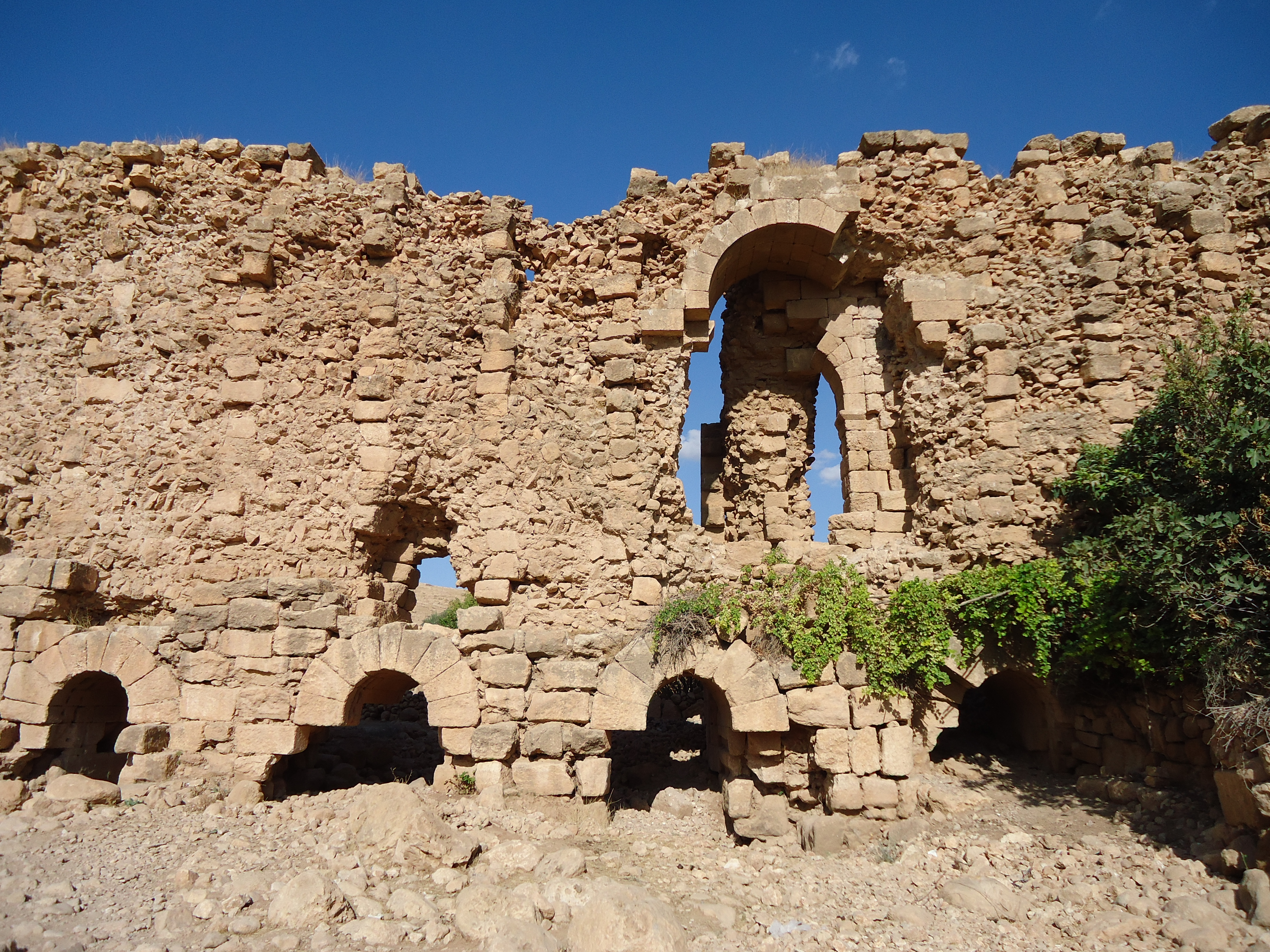
Rovine delle fortificazioni di Dara

Le ostilità tra Costantinopoli e Ctesifonte riemersero nel 528, appena un anno dopo l'incoronazione del nuovo imperatore bizantino Giustiniano I (r. 527-565). Ciò si dovette presumibilmente al rifiuto della corte bizantina di riconoscere Cosroe quale erede di Kavad. Secondo il cronista greco Giovanni Malalas, gli scontri militari ebbero luogo per la prima volta in Lazica, contesa tra i due imperi sin dal 522. Tale evento è confermato anche da Procopio e, non molto tempo dopo, le battaglie raggiunsero pure la Mesopotamia, dove i romei subirono una pesante disfatta vicino al confine. Nel 530, ebbe luogo uno dei più celebri scontri in campo aperto tra i due imperi, la battaglia di Dara. L'esercito sasanide guidato da Peroze, Pityaxe e Baresmana riportò una cocente sconfitta; ciononostante, la lotta non arrestò il conflitto.
L'anno successivo Kavad riuscì a radunare un esercito abbastanza numeroso da ritenerlo idoneo a invadere la regione bizantina di Commagene sotto la guida di Azarete. Quando l'esercito bizantino sotto Belisario si avvicinò, Azarete e i suoi uomini si ritirarono a est, fermandosi a Callinicum. Nella battaglia che ne seguì, i Sasanidi poterono festeggiare una grande vittoria, malgrado le perdite si rivelarono così tanto sostenute che Kavad di convinse a rimuovere Azarete dal suo incarico, avendolo ritenuto non adatto. Nel 531, i Sasanidi assediarono Martiropoli e, durante le lotte, Kavad contrasse una malattia ignota che lo costrinse a letto.

### Morte e successione
Cavade morì il 13 settembre del 531. Una volta spentosi, l'assedio cessò di essere portato avanti e si strinse una pace eterna tra il successore di Kavad Cosroe I e Giustiniano. La morte e la successione vengono così descritte da Procopio di Cesarea:
(Procopio di Cesarea, Storia delle guerre, libro I, cap. 21)

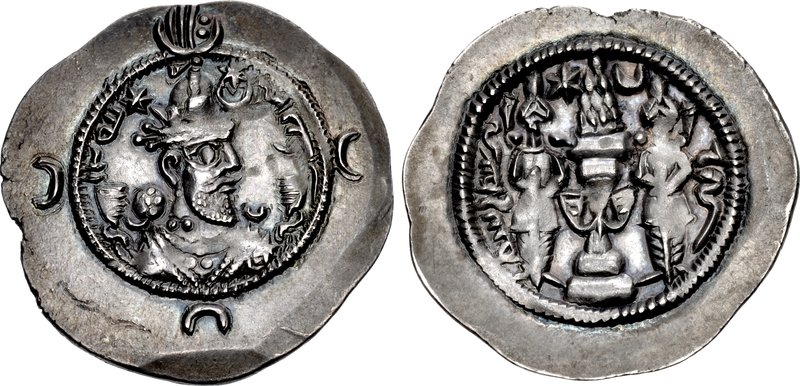
Dracma di Cosroe I Anushirvan (r. 531-579)

A differenza dei piani di successione narrati da Procopio e ritenuti attendibili da numerosi storici moderni, Giovanni Malalas fornisce una versione diversa e afferma che Kavad incoronò personalmente Cosroe quando era ancora in vita. Tuttavia, all'inizio del regno di Cosroe nel 531, Bavi e altri membri dell'aristocrazia iraniana furono coinvolti in una cospirazione per rovesciare il sovrano e fare di Kavad, figlio del secondogenito di Kavad Jamasp, lo scià dell'impero. Dopo aver appreso del complotto, Cosroe giustiziò tutti i suoi fratelli e la loro progenie, così come Bawi e gli altri nobili coinvolti.
Inoltre, ordinò anche l'esecuzione di Kavad, che era ancora un bambino ed era lontano dalla corte, essendo stato allevato da Adergudunbade. Malgrado avesse comandato di uccidere Kavad, Adergudunbade disobbedì e lo allevò segretamente, finché non fu tradito e tale notizia giunse a conoscenza dello scià nel 541 grazie a suo figlio, Bahram. Cosroe fece giustiziare il trasgressore, ma Kavad, o qualcuno che si spacciava per lui, riuscì a trovare rifugio nell'impero bizantino.

## Monetazione

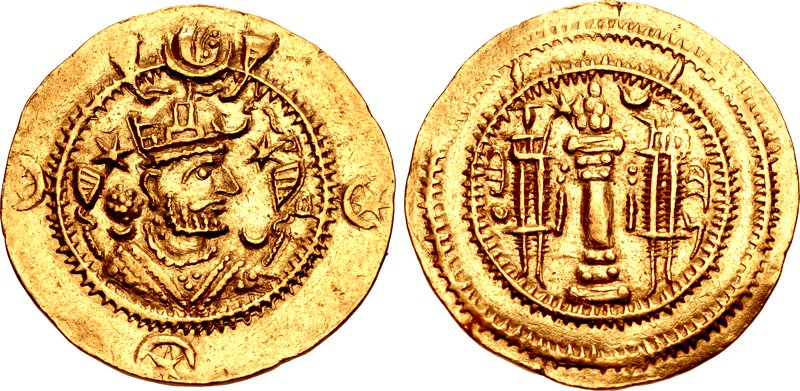
Dinaro d'oro di Kavad I forse coniato a Susa

Fu nelle province del Gorgan, del Khuzestan e dell'Asuristan che è stato portato alla luce il grosso delle monete sasanidi emesse durante i due mandati di Kavad, segno che lì si trovassero le zecche più produttive. Il suo regno coincise con l'introduzione di alcuni tratti distintivi sulla parte anteriore della moneta che includevano simboli astrali, in particolare una mezzaluna su entrambe le spalle, e una stella nell'angolo sinistro. Il lato posteriore mostra il tradizionale altare del fuoco custodito da due sentinelle intente a venerarlo in posizione frontale. Kavad ricorse al titolo di kay (della dinastia caianide) sulle sue monete, una formula questa che era stata già impiegata da suo nonno Yazdgard II (438-457). Kavad fu, tuttavia, l'ultimo scià sasanide a ricorrere a una simile scelta, con l'ultima moneta storicamente emessa dai sasanidi che recava l'iscrizione kay risalente al 513. Sulla parte anteriore è inoltre presente semplicemente il suo nome, malgrado dal 504 in poi compaia la parola abzōn ("possa prosperare/aumentare").

## Rilevanza storica
Il regno di Kavad è considerato un punto di svolta nella storia sasanide. In virtù della sua capacità di districarsi tra i numerosi problemi e le sfide che si susseguirono durante le sue due parentesi al potere, egli è considerato uno dei sovrani più capaci e competenti dell'impero sasanide. Nelle parole dell'iranologo Nikolaus Schindel egli era «un genio a tutti gli effetti, anche se del genere un po' machiavellico». Le sue riforme ebbero la capacità di rinvigorire un impero ormai in declino, aprendo la strada a una transizione graduale a suo figlio Cosroe I, che ereditò uno Stato nuovamente in salute. Quest'ultimo contribuì a stimolare la crescita dell'impero, diventando uno degli scià più popolari della Persia e guadagnandosi l'epiteto di Anushirvan ("l'anima immortale").
La dinastia ziyaride, affermatasi principalmente al potere nel Tabaristan e nel Gorgan tra il 931 e il 1090, rivendicò nel corso della sua esistenza che il suo progenitore, Mardavij (r. 930-935), discendesse da Kavad.

## Ascendenza
| \| Arancione \| | Re dei re |
| Arancione       |           |

|  |  |  |  |  |  |  |  |  |  |  |  |                             |                             |                             |                             |                             |                             |  |  |                              |                              |                              |                              |                                   |                                   |                                   |                                   |                                   |                                   |                   |                   |                   |                   | Yazdgard II (r. 438-457) |                   |                       |                       |                       |                       |                         |                         |                         |                         |                         |                         |                       |                       |                       |                       |                       |                       |            |            |            |            |  |  |  |  |         |         |         |         |         |         |  |  |  |  |  |  |  |  |  |  |  |  |  |  |  |  |  |  |  |  |  |  |
|  |  |  |  |  |  |  |  |  |  |  |  |                             |                             |                             |                             |                             |                             |  |  |                              |                              |                              |                              |                                   |                                   |                                   |                                   |                                   |                                   |                   |                   |                   |                   |                          |                   |                       |                       |                       |                       |                         |                         |                         |                         |                         |                         |                       |                       |                       |                       |                       |                       |            |            |            |            |  |  |  |  |         |         |         |         |         |         |  |  |  |  |  |  |  |  |  |  |  |  |  |  |  |  |  |  |  |  |  |  |
|  |  |  |  |  |  |  |  |  |  |  |  |                             |                             |                             |                             |                             |                             |  |  |                              |                              |                              |                              |                                   |                                   |                                   |                                   |                                   |                                   |                   |                   |                   |                   |                          |                   |                       |                       |                       |                       |                         |                         |                         |                         |                         |                         |                       |                       |                       |                       |                       |                       |            |            |            |            |  |  |  |  |         |         |         |         |         |         |  |  |  |  |  |  |  |  |  |  |  |  |  |  |  |  |  |  |  |  |  |  |
|  |  |  |  |  |  |  |  |  |  |  |  |                             |                             |                             |                             |                             |                             |  |  |                              |                              | Ormisda III (r. 457-459)     | Ormisda III (r. 457-459)     | Ormisda III (r. 457-459)          | Ormisda III (r. 457-459)          | Ormisda III (r. 457-459)          | Ormisda III (r. 457-459)          |                                   |                                   | Peroz I (457–484) | Peroz I (457–484) | Peroz I (457–484) | Peroz I (457–484) | Peroz I (457–484)        | Peroz I (457–484) |                       |                       | Balash (r. 484-488)   | Balash (r. 484-488)   | Balash (r. 484-488)     | Balash (r. 484-488)     | Balash (r. 484-488)     | Balash (r. 484-488)     |                         |                         | Zarer (morto nel 485) | Zarer (morto nel 485) | Zarer (morto nel 485) | Zarer (morto nel 485) | Zarer (morto nel 485) | Zarer (morto nel 485) |            |            |            |            |  |  |  |  |         |         |         |         |         |         |  |  |  |  |  |  |  |  |  |  |  |  |  |  |  |  |  |  |  |  |  |  |
|  |  |  |  |  |  |  |  |  |  |  |  |                             |                             |                             |                             |                             |                             |  |  |                              |                              | Ormisda III (r. 457-459)     | Ormisda III (r. 457-459)     | Ormisda III (r. 457-459)          | Ormisda III (r. 457-459)          | Ormisda III (r. 457-459)          | Ormisda III (r. 457-459)          |                                   |                                   | Peroz I (457–484) | Peroz I (457–484) | Peroz I (457–484) | Peroz I (457–484) | Peroz I (457–484)        | Peroz I (457–484) |                       |                       | Balash (r. 484-488)   | Balash (r. 484-488)   | Balash (r. 484-488)     | Balash (r. 484-488)     | Balash (r. 484-488)     | Balash (r. 484-488)     |                         |                         | Zarer (morto nel 485) | Zarer (morto nel 485) | Zarer (morto nel 485) | Zarer (morto nel 485) | Zarer (morto nel 485) | Zarer (morto nel 485) |            |            |            |            |  |  |  |  |         |         |         |         |         |         |  |  |  |  |  |  |  |  |  |  |  |  |  |  |  |  |  |  |  |  |  |  |
|  |  |  |  |  |  |  |  |  |  |  |  |                             |                             |                             |                             |                             |                             |  |  |                              |                              | Balendukht                   |                              |                                   |                                   |                                   |                                   |                                   |                                   |                   |                   |                   |                   |                          |                   |                       |                       |                       |                       |                         |                         |                         |                         |                         |                         |                       |                       |                       |                       |                       |                       |            |            |            |            |  |  |  |  |         |         |         |         |         |         |  |  |  |  |  |  |  |  |  |  |  |  |  |  |  |  |  |  |  |  |  |  |
|  |  |  |  |  |  |  |  |  |  |  |  |                             |                             |                             |                             |                             |                             |  |  |                              |                              |                              |                              |                                   |                                   |                                   |                                   |                                   |                                   |                   |                   |                   |                   |                          |                   |                       |                       |                       |                       |                         |                         |                         |                         |                         |                         |                       |                       |                       |                       |                       |                       |            |            |            |            |  |  |  |  |         |         |         |         |         |         |  |  |  |  |  |  |  |  |  |  |  |  |  |  |  |  |  |  |  |  |  |  |
|  |  |  |  |  |  |  |  |  |  |  |  |                             |                             |                             |                             |                             |                             |  |  |                              |                              |                              |                              |                                   |                                   |                                   |                                   |                                   |                                   |                   |                   |                   |                   |                          |                   |                       |                       |                       |                       |                         |                         |                         |                         |                         |                         |                       |                       |                       |                       |                       |                       |            |            |            |            |  |  |  |  |         |         |         |         |         |         |  |  |  |  |  |  |  |  |  |  |  |  |  |  |  |  |  |  |  |  |  |  |
|  |  |  |  |  |  |  |  |  |  |  |  |                             |                             |                             |                             |                             |                             |  |  |                              |                              |                              |                              |                                   |                                   |                                   |                                   |                                   |                                   |                   |                   |                   |                   |                          |                   |                       |                       |                       |                       |                         |                         |                         |                         |                         |                         |                       |                       |                       |                       |                       |                       |            |            |            |            |  |  |  |  |         |         |         |         |         |         |  |  |  |  |  |  |  |  |  |  |  |  |  |  |  |  |  |  |  |  |  |  |
|  |  |  |  |  |  |  |  |  |  |  |  |                             |                             |                             |                             |                             |                             |  |  |                              |                              |                              |                              | Kavad I (r. 488-496; 498/499-531) | Kavad I (r. 488-496; 498/499-531) | Kavad I (r. 488-496; 498/499-531) | Kavad I (r. 488-496; 498/499-531) | Kavad I (r. 488-496; 498/499-531) | Kavad I (r. 488-496; 498/499-531) |                   |                   |                   |                   |                          |                   |                       |                       |                       |                       | Jamasp (r. 496-498/499) | Jamasp (r. 496-498/499) | Jamasp (r. 496-498/499) | Jamasp (r. 496-498/499) | Jamasp (r. 496-498/499) | Jamasp (r. 496-498/499) |                       |                       |                       |                       | Perozdukht            | Perozdukht            | Perozdukht | Perozdukht | Perozdukht | Perozdukht |  |  |  |  | Sambice | Sambice | Sambice | Sambice | Sambice | Sambice |  |  |  |  |  |  |  |  |  |  |  |  |  |  |  |  |  |  |  |  |  |  |
|  |  |  |  |  |  |  |  |  |  |  |  |                             |                             |                             |                             |                             |                             |  |  |                              |                              |                              |                              | Kavad I (r. 488-496; 498/499-531) | Kavad I (r. 488-496; 498/499-531) | Kavad I (r. 488-496; 498/499-531) | Kavad I (r. 488-496; 498/499-531) | Kavad I (r. 488-496; 498/499-531) | Kavad I (r. 488-496; 498/499-531) |                   |                   |                   |                   |                          |                   |                       |                       |                       |                       | Jamasp (r. 496-498/499) | Jamasp (r. 496-498/499) | Jamasp (r. 496-498/499) | Jamasp (r. 496-498/499) | Jamasp (r. 496-498/499) | Jamasp (r. 496-498/499) |                       |                       |                       |                       | Perozdukht            | Perozdukht            | Perozdukht | Perozdukht | Perozdukht | Perozdukht |  |  |  |  | Sambice | Sambice | Sambice | Sambice | Sambice | Sambice |  |  |  |  |  |  |  |  |  |  |  |  |  |  |  |  |  |  |  |  |  |  |
|  |  |  |  |  |  |  |  |  |  |  |  |                             |                             |                             |                             |                             |                             |  |  |                              |                              |                              |                              |                                   |                                   |                                   |                                   |                                   |                                   |                   |                   |                   |                   |                          |                   |                       |                       |                       |                       |                         |                         |                         |                         |                         |                         |                       |                       |                       |                       |                       |                       |            |            |            |            |  |  |  |  |         |         |         |         |         |         |  |  |  |  |  |  |  |  |  |  |  |  |  |  |  |  |  |  |  |  |  |  |
|  |  |  |  |  |  |  |  |  |  |  |  | Caose (morto nel 531 circa) | Caose (morto nel 531 circa) | Caose (morto nel 531 circa) | Caose (morto nel 531 circa) | Caose (morto nel 531 circa) | Caose (morto nel 531 circa) |  |  | Jamasp (morto nel 532 circa) | Jamasp (morto nel 532 circa) | Jamasp (morto nel 532 circa) | Jamasp (morto nel 532 circa) | Jamasp (morto nel 532 circa)      | Jamasp (morto nel 532 circa)      |                                   |                                   | Serse                             | Serse                             | Serse             | Serse             | Serse             | Serse             |                          |                   | Cosroe I (r. 531-579) | Cosroe I (r. 531-579) | Cosroe I (r. 531-579) | Cosroe I (r. 531-579) | Cosroe I (r. 531-579)   | Cosroe I (r. 531-579)   |                         |                         |                         |                         |                       |                       |                       |                       |                       |                       |            |            |            |            |  |  |  |  |         |         |         |         |         |         |  |  |  |  |  |  |  |  |  |  |  |  |  |  |  |  |  |  |  |  |  |  |

### Esplicative
1. ↑  I soldati armeni, tuttavia, avrebbero servito di nuovo i sasanidi nel VI e VII secolo: McDonough (2011), p. 305.
2. ↑  Secondo il cronista greco Giovanni Malalas, Kavad morì all'età di 82 anni, mentre il poeta persiano medievale Firdusi afferma che si spense a 80 anni, circostanza che collocherebbe il suo anno di nascita tra 449-451: Schindel (2013a), pp. 136-141. Lo storico greco Procopio di Cesarea ritiene che Kavad non era abbastanza adulto da poter prendere parte alla guerra eftalita di Peroz I nel 484, ritenendolo all'epoca avente tra i 14 e i 16 anni. Una simile ricostruzione trova riscontro nel resoconto dello storico musulmano del IX secolo Abu Hanifa al-Dinawari, il quale ritiene che Kavad aveva 15 anni quando divenne scià: Schindel (2013a), pp. 136-141. Le monete rinvenute dagli archeologi ritraggono Kavad da giovane durante il suo primo regno, con barba corta e senza baffi: Schindel (2013a), pp. 136-141. Si tratta di un qualcosa di inusuale, considerando che gli scià sasanidi vengono ritratti generalmente con la barba sui dinar emessi durante il loro mandato. Oltre a Kavad, gli unici scià sasanidi a non presentare barba sulle monete sono due sovrani che esercitarono il potere in tenera età Ardashir III (r. 628-630) e Cosroe III (r. 630-630): Schindel (2013a), pp. 136-141. Ciò implica che, molto probabilmente, Kavad accedette anch'egli al trono da giovane, circostanza che colloca la sua nascita nel 473: Schindel (2013a), pp. 136-141.
3. ↑  Sebbene alcuni dei figli di Sukhra avrebbero poi servito Kavad, il potere dei Karen tornò nuovamente in auge soltanto durante il regno del figlio e successore di Kavad, Cosroe I Anushirvan (r. 531-579), che stando a quanto riferito dalle fonti si rammaricò per l'approccio adottato da Kavad con riguardo a quella famiglia, ragion per cui cercò di compensare conferendo loro la carica di comandante militare (spahbed) del Khorasan: Pourshariati (2017).
4. ↑  Sebbene Ṭabarī collochi questo evento prima del primo regno di Kavad, gli studiosi moderni concordano sul fatto che abbia avuto luogo nell'intervallo prima della sua seconda parentesi al potere: Kia (2016), p. 257; Rezakhani (2017), p. 133, nota 22.

### Bibliografiche
1. ↑  Boyce (2001), p. 127.
2. ↑  Ṭabarī, p. 128, nota 329.
3. ↑  Pulleyblank (1991), pp. 424-431.
4. 1 2 3 4  McDonough (2013), p. 603.
5. 1 2 3  McDonough (2013), p. 604.
6. ↑  McDonough (2013), p. 604, nota 3.
7. 1 2 3  McDonough (2011), p. 307.
8. ↑  Rezakhani (2017), pp. 85-87.
9. 1 2  McDonough (2011), p. 305.
10. 1 2 3  McDonough (2013), p. 613.
11. ↑  Daryaee (2014), p. 23.
12. 1 2  Daryaee.
13. 1 2 3 4 5 6 7 8 9 10 11 12 13 14 15 16 17 18 19 20 21 22 23 24 25 26 27 28 29 30 31 32 33 34 35 36  Schindel (2013a), pp. 136-141.
14. 1 2 3  Potts (2018), p. 295.
15. ↑  Bonner (2020), pp. 136-137.
16. ↑  Rezakhani (2017), p. 127.
17. 1 2  Bonner (2020), p. 137.
18. ↑  Schippmann (1999), pp. 631-632.
19. ↑  Payne (2015b), p. 287.
20. ↑  Payne (2015b), p. 288.
21. 1 2 3 4 5 6 7 8 9 10 11  Shahbazi (2005).
22. 1 2  Chaumont e Schippmann (1988), pp. 574-580.
23. ↑  Bonner (2020), p. 139.
24. 1 2  Pourshariati (2008), p. 78.
25. ↑  Daryaee (2014), pp. 25-26.
26. 1 2  Axworthy (2008), p. 58.
27. 1 2 3  Daryaee (2014), p. 26.
28. ↑  Daryaee e Rezakhani (2016), p. 50.
29. 1 2  Kia (2016), p. 253.
30. 1 2 3 4 5  Pourshariati (2008), p. 79.
31. ↑  Pourshariati (2008), pp. 79-80.
32. ↑  Pourshariati (2008), p. 80.
33. 1 2  Pourshariati (2008), p. 81.
34. 1 2 3 4  Frye (1983), p. 150.
35. ↑  Pourshariati (2017).
36. 1 2  Daryaee (2014), pp. 26-27.
37. 1 2 3  Daryaee e Canepa (2018).
38. 1 2 3 4 5 6  Shayegan (2017), p. 809.
39. 1 2 3 4  Daryaee (2014), p. 27.
40. 1 2  Axworthy (2008), p. 59.
41. ↑  Procopio di Cesarea, libro I, cap. V.
42. 1 2  Pourshariati (2008), p. 267.
43. 1 2 3 4 5  Procopio di Cesarea, libro I, cap. VI.
44. 1 2  Ṭabarī, p. 135.
45. 1 2  Martindale (1980), pp. 974-975.
46. ↑  Ṭabarī, p. 128.
47. 1 2  Ṭabarī, p. 128, nota 330.
48. ↑  Rezakhani (2017), p. 133, nota 22.
49. ↑  Martindale (1992), pp. 381-382.
50. ↑  Pourshariati (2008), pp. 110-111.
51. ↑  Rezakhani (2017), p. 133.
52. ↑  Rezakhani (2017), p. 133, nota 23.
53. ↑  Rezakhani (2017), p. 131.
54. 1 2 3  Pourshariati (2008), p. 114.
55. ↑  Pourshariati (2008), pp. 267-268.
56. ↑  Axworthy (2008), pp. 59-60.
57. ↑  Daryaee e Rezakhani (2017), p. 209.
58. 1 2 3 4 5 6 7 8 9  Axworthy (2008), p. 60.
59. ↑  Daryaee (2014), p. 124.
60. ↑  Daryaee (2014), pp. 129-130.
61. 1 2  McDonough (2011), p. 306.
62. 1 2  Shayegan (2017), p. 811.
63. ↑  Axworthy (2008), p. 61.
64. ↑  Langarudi (2002).
65. ↑  Gaube (1986), pp. 519-520.
66. ↑  Calmard (1988), pp. 319-324.
67. ↑  Modarres.
68. ↑  Kettenhofen (1994), pp. 13-19.
69. ↑  Gadjiev (2017a).
70. ↑  Chaumont (1985), pp. 806-810.
71. ↑  Gadjiev (2017b), pp. 124-125.
72. ↑  Gadjiev (2017b), p. 125.
73. ↑  Gadjiev (2017b), pp. 128-129.
74. 1 2 3  Sauer (2017), p. 294.
75. ↑  Sauer (2017), p. 295.
76. ↑  Daryaee (2009).
77. 1 2  Daryaee e Nicholson (2018).
78. 1 2 3  Procopio di Cesarea, libro I, cap. VII.
79. 1 2  Greatrex e Lieu (2002), p. 62.
80. ↑  Howard-Johnston (2013), p. 872.
81. ↑  Howard-Johnston (2013), pp. 872-873.
82. 1 2 3  Greatrex e Lieu (2002), p. 63.
83. ↑  Bonner (2020), p. 156, nota 184.
84. ↑  Greatrex e Lieu (2002), pp. 69-71.
85. ↑  Greatrex e Lieu (2002), p. 77.
86. 1 2  Pourshariati (2008), p. 111.
87. ↑  Sauer (2017), p. 190.
88. ↑  Võõbus (1965), pp. 126-127.
89. 1 2 3 4 5 6 7  Payne (2015a), p. 171.
90. ↑  Procopio di Cesarea, libro I, cap. III.
91. ↑  Potts (2018), pp. 296-297.
92. ↑  Potts (2018), p. 297.
93. ↑  Kia (2016), p. 254.
94. 1 2 3 4 5 6 7  Procopio di Cesarea, libro I, cap. XI.
95. ↑  Greatrex e Lieu (2002), pp. 81-82.
96. 1 2  Procopio di Cesarea, libro I, cap. 12.
97. ↑  Procopio di Cesarea, libro I, cap. XII.
98. 1 2 3  Martindale (1992), p. 160.
99. ↑  Procopio di Cesarea, libro I, cap. XVIII.
100. 1 2  Procopio di Cesarea, libro I, cap. XXI.
101. ↑  Crone (1991), p. 32.
102. ↑  Frye (1983), p. 465.
103. ↑  Martindale (1992), pp. 16, 276.
104. ↑  Pourshariati (2008), pp. 268-269.
105. ↑  Greatrex e Lieu (2002), p. 112.
106. 1 2 3 4 5 6  Schindel (2013b), pp. 141-143.
107. ↑  Schindel (2013c), p. 837.
108. ↑  Kia (2016), pp. 256-257, 261.
109. ↑  Daryaee (2014), pp. 28-30.
110. ↑  Curtis e Stewart (2009), p. 38.
111. ↑  Spuler (2014), pp. 344-345.
112. ↑  Toumanoff (1969), p. 28.
113. ↑  Rezakhani (2017), p. 128.
114. ↑  Martindale (1980), p. 1995.
115. ↑  Shahid (1995), p. 76.

### Fonti primarie
- (EN) Giovanni Malalas, Cronografia, a cura di Ioannes Thurn, collana Corpus Fontium Historiae Byzanthinae, 1ª ed., De Gruyter, 2000, ISBN 978-31-10-08800-7.
- Procopio di Cesarea, Le guerre, a cura di Marcello Craveri, Giulio Einaudi, 1977, ISBN 978-08-12-20840-5.
- (EN) Ṭabarī, The History of al-Ṭabarī, a cura di Clifford E. Bosworth, collana SUNY Series in Near Eastern Studies, V: The Sāsānids, the Byzantines, the Lakhmids, and Yemen, Albany, State University of New York Press, 1999, ISBN 978-0-7914-4355-2.

### Fonti secondarie
- (EN) Michael Axworthy, A History of Iran: Empire of the Mind, New York, Basic Books, 2008, ISBN 978-0-465-00888-9.
- (EN) Michael Bonner, The Last Empire of Iran, New York, Gorgias Press, 2020, ISBN 978-14-63-20616-1.
- (EN) Mary Boyce, Zoroastrians: Their Religious Beliefs and Practices, Psychology Press, 2001, ISBN 978-04-15-23902-8.
- (EN) Jean Calmard, Kermanshah iv. History to 1953, in Encyclopaedia Iranica, XVI, Fasc. 3, 1988,  pp. 319-324.
- (EN) M.L. Chaumont, Albania, in Encyclopaedia Iranica, I, Fasc. 8,  pp. 806-810.
- (EN) M.L. Chaumont e K. Schippmann, Balāš, Sasanian king of kings, in Encyclopaedia Iranica, III, Fasc. 6, 1988,  pp. 574-580.
- (EN) Patricia Crone, Kavād's Heresy and Mazdak's Revolt, in Iran, vol. 29, 1991,  pp. 21-42, DOI:10.2307/4299846.
- (EN) Vesta Sarkhosh Curtis e Sarah Stewart, The Rise of Islam: The Idea of Iran, vol. 4, I.B. Tauris, 2009, ISBN 978-18-45-11691-0.
- (EN) Touraj Daryaee, Šāpur II, in Encyclopaedia Iranica, 2009.
- (EN) Touraj Daryaee, Sasanian Persia: The Rise and Fall of an Empire, I.B.Tauris, 2014, ISBN 978-08-57-71666-8.
- (EN) Touraj Daryaee e Khodadad Rezakhani, From Oxus to Euphrates: The World of Late Antique Iran, H&S Media, ISBN 978-17-80-83577-8.
- (EN) Touraj Daryaee e Khodadad Rezakhani, The Sasanian Empire, in Touraj Daryaee, King of the Seven Climes: A History of the Ancient Iranian World (3000 BCE - 651 CE), UCI Jordan Center for Persian Studies, 2017, ISBN 978-06-92-86440-1.
- (EN) Touraj Daryaee e Matthew Canepa, Mazdak, in Oliver Nicholson, The Oxford Dictionary of Late Antiquity, Oxford, Oxford University Press, 2018, ISBN 978-0-19-866277-8.
- (EN) Touraj Daryaee e Oliver Nicholson, Qobad I (MP Kawād), in Oliver Nicholson, The Oxford Dictionary of Late Antiquity, Oxford, Oxford University Press, 2018, ISBN 978-0-19-866277-8.
- (EN) Touraj Daryaee, Yazdegerd II, su Encyclopaedia Iranica, iranicaonline.org, 2000.
- (EN) Richard N. Frye, The political history of Iran under the Sasanians, in Ehsan Yarshater, The Cambridge History of Iran, 3(1): The Seleucid, Parthian and Sasanian Periods, Cambridge, Cambridge University Press, 1983, ISBN 0-521-20092-X.
- (EN) Richard N. Frye, The History of Ancient Iran, C.H.Beck, 1984, ISBN 978-34-06-09397-5.
- (EN) Murtazali Gadjiev, Apzut Kawāt wall, su Encyclopaedia Iranica, iranicaonline.org, 2017a.
- (EN) Murtazali Gadjiev, Construction Activities of Kavād I in Caucasian Albania (XML), Brill, 2017b,  pp. 121-131, DOI:10.1163/1573384X-20170202.
- (EN) H. Gaube, Arrajān, in Encyclopaedia Iranica, II, Fasc. 5, 1986,  pp. 519-520.
- (EN) Geoffrey Greatrex e Samuel N.C. Lieu, Justinian's First Persian War and the Eternal Peace, in The Roman Eastern Frontier and the Persian Wars (Part II, 363–630 AD), New York e Londra, Routledge, 2002,  pp. 82-97, ISBN 0-415-14687-9.
- (EN) James Howard-Johnston, Military Infrastructure in the Roman Provinces North and South of the Armenian Taurus in Late Antiquity, in Alexander Sarantis e Neil Christie, War and Warfare in Late Antiquity: Current Perspectives, Brill, 2013, ISBN 978-90-04-25257-8.
- (EN) Erich Kettenhofen, Darband, in Encyclopædia Iranica, VII, 1994,  pp. 13-19.
- (EN) Mehrdad Kia, The Persian Empire: A Historical Encyclopedia, ABC-CLIO, 2016, ISBN 978-16-10-69391-2.
- (EN) Rezazadeh Langarudi, Fahraj, su Encyclopaedia Iranica, iranicaonline.org.
- (EN) John R. Martindale, The Prosopography of the Later Roman Empire, II, AD 395-527, Cambridge, Cambridge University Press, 1980, ISBN 0-521-20159-4.
- (EN) John R. Martindale, The Prosopography of the Later Roman Empire, III, AD 527-641, Cambridge, Cambridge University Press, 1992, ISBN 0-521-20160-8.
- (EN) Scott McDonough, The Legs of the Throne: Kings, Elites, and Subjects in Sasanian Iran, in Johann P. Arnason e Kurt A. Raaflaub, The Roman Empire in Context: Historical and Comparative Perspectives, John Wiley & Sons, Ltd, 2011,  pp. 290-321, DOI:10.1002/9781444390186.ch13, ISBN 978-14-44-39018-6.
- (EN) Scott McDonough, Military and Society in Sasanian Iran, in Brian Campbell e Lawrence A. Tritle, The Oxford Handbook of Warfare in the Classical World, Oxford University Press, 2013, ISBN 978-01-95-30465-7.
- (EN) Ali Modarres, Meybod, su Encyclopaedia Iranica, iranicaonline.org.
- (EN) Richard E. Payne, A State of Mixture: Christians, Zoroastrians, and Iranian Political Culture in Late Antiquity, Univ of California Press, 2015a, ISBN 978-05-20-29245-1.
- (EN) Richard Payne, The Reinvention of Iran: The Sasanian Empire and the Huns", in Michael Maas, The Cambridge Companion to the Age of Attila, Cambridge University Press, 2015b,  pp. 282-299, ISBN 978-1-107-63388-9.
- (EN) Daniel T. Potts, Sasanian Iran and its northeastern frontier, in Michael Mass e Nicola Di Cosmo, Empires and Exchanges in Eurasian Late Antiquity, Cambridge University Press, 2018, ISBN 978-13-16-14604-0.
- (EN) Parvaneh Pourshariati, Decline and Fall of the Sasanian Empire: The Sasanian-Parthian Confederacy and the Arab Conquest of Iran, I.B. Tauris, 2008, ISBN 978-1-84511-645-3.
- (EN) Parvaneh Pourshariati, Kārin, su Encyclopaedia Iranica, iranicaonline.org, 2017.
- (EN) Edwin G. Pulleyblank, Chinese-Iranian relations i. In Pre-Islamic Times, in Encyclopaedia Iranica, V, Fasc. 4, 1991,  pp. 424-431.
- (EN) Khodadad Rezakhani, ReOrienting the Sasanians: East Iran in Late Antiquity, Edinburgh University Press, 2017, ISBN 978-14-74-40030-5.
- (EN) Eberhard Sauer, Sasanian Persia: Between Rome and the Steppes of Eurasia, Londra e New York, Edinburgh University Press, 2017, ISBN 978-14-74-40102-9.
- (EN) Nikolaus Schindel, Kawād I i. Reign, in Encyclopaedia Iranica, XVI, Fasc. 2, 2013a,  pp. 136-141.
- (EN) Nikolaus Schindel, Kawād I ii. Coinage, in Encyclopaedia Iranica, XVI, Fasc. 2, 2013b,  pp. 141-143.
- (EN) Nikolaus Schindel, Sasanian Coinage, in Daniel T. Potts, The Oxford Handbook of Ancient Iran, Oxford University Press, 2013c, ISBN 978-01-99-73330-9.
- (EN) Klaus Schippmann, Fīrūz, in Encyclopaedia Iranica, IX, Fasc. 6, 1999,  pp. 631-632.
- (EN) A. Shapur Shahbazi, Sasanian Dynasty, in Encyclopædia Iranica, 2005.
- (EN) Irfan Shahid, Byzantium and the Arabs in the Sixth Century, 1, Part 1: Political and Military History, Washington DC, Dumbarton Oaks Research Library and Collection, 1995, ISBN 978-0-88402-214-5.
- (EN) M. Rahim Shayegan, Sasanian political ideology, in Daniel T. Potts, The Oxford Handbook of Ancient Iran, Oxford University Press, 2017, ISBN 978-01-90-66866-2.
- (EN) Bertold Spuler, Iran in the Early Islamic Period: Politics, Culture, Administration and Public Life between the Arab and the Seljuk Conquests, 633-1055, Brill, 2014, ISBN 978-90-04-28209-4.
- (EN) Ahmad Tafazzoli, Bozorgān, in Encyclopaedia Iranica, IV, Fasc. 4, 1989,  p. 427.
- (EN) Cyril Toumanoff, Chronology of the early kings of Iberia (PDF), in Traditio, vol. 25, Cambridge University Press, 1969,  pp. 1-33, DOI:10.1017/S0362152900010898.
- (EN) Arthur Võõbus, History of the School of Nisibis, Secrétariat du Corpus Scriptorum Christianorum Orientalium, 1965.